# Alstroemeria talcaensis
Alstroemeria talcaensis är en alströmeriaväxtart som beskrevs av Pierfelice Ravenna. Alstroemeria talcaensis ingår i släktet alströmerior, och familjen alströmeriaväxter. Inga underarter finns listade i Catalogue of Life.